# Angry Birds (trò chơi điện tử)
Angry Birds (tạm dịch: "Những chú chim nổi giận", sau này được tiếp thị lại với tên gọi "Angry Birds Classic"), là một trò chơi video giải đố phổ thông năm 2009 do Rovio Entertainment phát triển. Trò chơi được phát hành lần đầu tiên cho các thiết bị iOS và Maemo bắt đầu từ tháng 12/2009. Kể từ thời điểm đó, hơn 12 triệu bản của trò chơi đã được mua từ App Store, điều này đã thúc đẩy nhà phát triển thiết kế phiên bản cho các điện thoại thông minh dựa trên màn hình cảm ứng khác, đáng chú ý nhất là các thiết bị Android, Symbian, Windows Phone và BlackBerry 10. Loạt trò chơi kể từ đó mở rộng để bao gồm các tựa game dành cho máy chơi trò chơi video (video games) và PC (máy tính) chuyên dụng. Phần tiếp theo: Angry Birds 2 ("Những chú chim nổi giận 2") được phát hành vào tháng 7/2015 dành cho iOS và Android. Khoảng tháng 4/2019, trò chơi này đã bị gỡ khỏi App Store, và đến ngày 23/2/2023, trò chơi cũng đã không còn trong Cửa hàng Google Play.

## Giới thiệu

### Mô tả
Sự tồn tại của Angry Birds chỉ còn là giới hạn. Những chú lợn đã đánh cắp những quả trứng của chúng. Sử dụng lực kéo của chiếc ná cao su để đánh lại những chú lợn. Mỗi cấp độ đòi hỏi tính năng và giờ giá trị chơi lại.

### Những chú chim
Những chú chim sẽ có trong vài tập sau:
| Chim                       | Tập                                                      | Chức năng                          |
| -------------------------- | -------------------------------------------------------- | ---------------------------------- |
| Red                        | Poached Eggs                                             | Bắn đơn thuần                      |
| The Blues (Jack, Jim, Jay) | Poached Eggs                                             | Tách ra làm ba                     |
| Chuck                      | Poached Eggs                                             | Phóng nhanh như chớp               |
| Bomb                       | Poached Eggs                                             | Nổ                                 |
| Matilda                    | Poached Eggs                                             | Thả trứng                          |
| Hal                        | Danger Above                                             | Quay như boomerang                 |
| Terence                    | The Big Setup                                            | To lớn và dữ tợn                   |
| Bubbles                    | Birdday Party                                            | Phồng to lên                       |
| Stella                     | Red's Mighty Feathers (v3.2.0) và Birdday Party (v4.0.0) | Nhốt những con lợn trong bong bóng |

## Đồ hỗ trợ năng lượng
Tất cả các năng lượng được chép từ Angry Birds Friends. Tất cả các năng lượng có từ phiên bản 3.3.0. Shockwave là năng lượng mới nhất, có từ phiên bản 4.0.0 để kỷ niệm ngày phát hành episode mới.

### Mighty Eagle
Nếu bạn gặp khó khăn trong các trò chơi, bạn có thể mua Mighty Eagle. Mighty Eagle sẽ giúp bạn hoàn thành việc đánh lợn và giúp bạn qua bàn trong tức khắc. Bạn nên đánh hết chim, còn lợn thì các bạn có thể dùng nó, các bạn sẽ nhận được một chiếc lông và Eagle Score của các bạn có thể là 100% chỉ trong tức khắc
Nhược điểm: Nếu dùng Mighty Eagle ở bất kỳ một ván mới, các ván sau bạn chỉ có thể "tay không" sau 1 tiếng
Để mua được cái này, các bạn phải trả 0.99$

### Shockwave
Đồ hỗ trợ năng lượng mới, có từ phiên bản 4.0.0, kỷ niệm ngày phát hành episode mới: Short Fuse. Bạn sẽ vào vai chú chim Bomb tại trung tâm hóa học của những chú lợn đầu đất.
Chức năng của Bomb là khi bạn bắn, một luồng điện sẽ tỏa ra vòng quanh làm giật điện những chú lợn, hoặc làm sụp đổ các công trình của những chú lợn này.
Các tập sẽ có cốt truyện của họ trong mục: "Cốt truyện".

### Power-Ups khác
- Power Potion (Super Seed): Kích thích những chú chim tăng trưởng và đánh mọi loại vật cản trước khi chạm đất.
- King Sling: Tầm bắn xa hơn dự kiến.
- Sling Scope: Tạo ra một đường ngắm để bắn lợn chính xác hơn.
- Birdquake: Tạo ra động đất rung chuyển hoặc phá vỡ công trình của những chú lợn.

### Cách nhận năng lượng
Mỗi năng lượng chỉ cho phép 5 lần sử dụng. Từ phiên bản 4.1.0, bạn phải hoàn thành Power - Ups University để nhận Bundle (x20) năng lượng, vậy là bạn có tổng cộng Bundle (x40) rồi. Dùng thoải mái.

### Giải thưởng hàng ngày
Ngoài cách trên, các bạn có thể tham gia chương trình giải thưởng hàng ngày. Vào lúc 00:00 tất cả các ngày, bạn sẽ có cơ hội nhận giải thưởng ngẫu nhiên. Thiết kế của giải thưởng hàng ngày giống như trò chơi Slots nổi tiếng. Ghi chú: Shockwave không có trong giải thưởng hàng ngày.
Những game có kết cấu giải thưởng miễn phí:
- Angry Birds Rio
- Angry Birds Space
- Angry Birds Star Wars
- Angry Birds Star Wars II
- Angry Birds Go!
- Angry Birds Epic
- Bad Piggies
- Angry Birds Friends
- Angry Birds Seasons

## Các tập phim và cốt truyện
1. Poached Eggs (Trứng luộc)
- Số ván hiện thời: 63

(Giới thiệu: Poached Eggs và Mighty Hoax ngay từ khi ra đời, 84 levels đầu tiên ra mắt trên iOS. Ngày 1/1/2010, 2 episode chạm mốc 60 nghìn người thích về levels và 10 nghìn người thích về cốt truyện của Rovio.)
Cốt truyện:
1. Một lần, những chú chim đang ấp trứng, những con lợn cướp trứng, làm trứng luộc. Grrr!!!
2. Họ đã lấy được trứng.

2. Mighty Hoax (Mặt nạ)
- Số ván hiện thời: 42
3. Danger Above (Nguy hiểm trên cao)
- Số ván hiện thời: 30
Giới thiệu: Danger Above và The Big Setup là 2 tập kỷ niệm 6 tháng phát hành Angry Birds. 60 levels mới xuất hiện. Cũng từ đây, phiên bản Android được hiện hành. Chỉ trong 24 giờ phát hành đầu tiên, game đã chạm mốc 1 tỷ lượt tải. Cốt truyện vẫn ở cảnh những chú lợn cướp trứng, nhưng thú vị hơn. Từ lợn cướp trứng bay bổng trên cao, hay đào hầm,... nhưng các ván vẫn đạt đúng chất lượng của người chơi. Tăng độ khó lên 30%, nhưng vẫn ở mức vừa phải, không gây ức chế cho game thủ.
4. The Big Setup (Một cuộc giải cứu lớn)
- Số ván hiện thời: 45
Giới thiệu: Terence sẽ là người duy nhất giải cứu những chú chim với người bạn Hal.
Cốt truyện:
1. Những chú chim bị bắt cùng những quả trứng của họ. Grrr. Terence đã đến. Chuẩn bị chịu chết đi.
2. Terence: "Này! Ngươi muốn hình phạt gì? Muốn nhốt hay muốn nuốt công trình vào mồm?"

5. Ham'em High (Miền Tây cao bồi)
- Số ván hiện thời: 48 (thêm 3 ván Facebook)
(Giới thiệu: Năng lượng đầu tiên của Angry Birds là Mighty Eagle. Ngoài ra, sẽ có 3 ván miễn phí mở khóa qua Facebook.)
Mine and Dine (Đào mỏ)
- Số ván hiện thời: 45
Giới thiệu: Background mới - Mỏ kim cương dưới lòng đất.